# Call Your Girlfriend
«Call Your Girlfriend» es una canción de la artista sueca Robyn, incluida en su séptimo álbum de estudio, Body Talk (2010). Fue lanzada como segundo sencillo del álbum, el 1 de abril de 2011. La canción fue escrita por Robyn, Åhlund Klas y Kronlund Alexander. Åhlund manejó la producción, con la asistencia de Mathieu Jomphe Billboard. En la canción, Robyn hizo un retrato de una mujer que pide a su nuevo novio a romper con su antigua novia, y le aconseja sobre la manera de hacerlo suavemente. "Call Your Girlfriend" es una balada electropop con sintetizadores y un ritmo animado.
La canción recibió críticas positivas de los críticos, que elogió su letra y su mensaje inspirador. La canción alcanzó el número 43 en la Sverigetopplistan. En los Estados Unidos alcanzó el número 1 en Hot Dance Club Songs, convirtiéndose en la posición más alta alcanzada por Robyn en una lista de la revista Billboard. El video musical fue lanzado el 2 de junio de 2011 y cuenta con Robyn bailando sola en un almacén. La canción se ha realizado en los Premios NewNowNext y Jimmy Kimmel Live!.

## Antecedentes y composición
En una entrevista con Teen.com, Robyn, dijo que el amor y la vida le inspiró para escribir la canción.En enero de 2011, Robyn confirmó que sería lanzada como el segundo sencillo de Body Talk, y que un video musical de la canción fue en las obras.Originalmente destinado a un comunicado de 16 de mayo de 2011, el sencillo fue lanzado digitalmente el 1 de abril de 2011, en Finlandia, y tres días después en Suecia.
"Call your Girlfriend" fue escrito por Robyn, Kronlund Alexander y Åhlund Klas, con la última producción de la canción. Billboard es reconocido como el coproductor.La canción es una balada electropop, que se describe como "soaringly melodiosos." En la canción, Robyn retrata a una mujer que está disfrutando de su nuevo novio, pero le preocupa que su exnovia podría ser afectado por ella. Como solución, le ruega a su hombre para romper con su antigua novia y le da consejos sobre cómo hacerlo con cuidado.

## Recepción

### Recepción en la crítica
Ben Norman de About.com llamó la canción "pop pensativa" y dijo que "se exige a cantar desde el principio." Señaló que las letras se centra en "lo poco malo que tiene que hacer para orientarse hacia el bien".Marc Hogan de Pitchfork lo llamó "uno de los momentos Body Talk 's más inspirado." Koski Genoveva de la AV club escribió que Body Talk "alcanza su ápice en su punto medio con" Call your Girlfriend ". "Heather Phares de Allmusic lo llamó un "giro reflexivo en un triángulo amoroso que se encuentra disfrutando de un nuevo amor Robyn teniendo presente el interés de alguien herido por ella."Evan Sawdey de PopMatters calificó de "notable" y "uno de esas raras pistas de Robyn que encuentra una manera de utilizar su pop abiertamente comercial para contar una vez emocional, el relato de la relación indicó que es cabeza y hombros por encima de la mayor parte de lo que está en la radio comercial de hoy. "Call your Girlfriend recibió su primera emisión en "BBC Radio 1" el 4 de julio de 2011 como Récord de la semana por Scott Mills. Se confirmó que será lanzado oficialmente en el Reino Unido el 1 de agosto.

### Recepción en las listas
"Call your girlfriend" debutó en el número cuarenta y tres en la Sverige top chart en Suecia, el 22 de abril de 2011.Sobre el tema de 2 de julio de 2011, el seguimiento alcanzó el puesto  #1 en el Billboard Hot Dance Club Songs, por lo tanto se convirtió en su primer sencillo para llegar a la primera posición de Hot Dance Club songs, y también el más alto de su alcance y de mayor éxito solo allí.

## Video musical
El video musical de "Call Your Girlfriend" fue dirigido por Max Vitali. Se estrenó el 2 de junio de 2011, y cuenta con Robyn bailando sola en un almacén. Robyn confirmó el video de la canción junto con el anuncio del sencillo en enero de 2011. Tom Breihan de Pitchfork, escribió que el video "es un largo seguimiento ininterrumpido del baile de la reina del pop sueco, el canto y el aspecto de su corazón está a punto de romperse. Lo único que tiene que mantener a su empresa es una equipo de iluminación más detalles. Es un espectáculo de verdadero comando, un esfuerzo del salón de la fama de un artista en la cima absoluta de sus poderes.Anitai de MTV Buzzworthy dijo que "el movimiento parece ser tirado, increíblemente, todo en una sola toma."

## Presentaciones en vivo
Robyn interpretó "Call your Girlfriend" en los Premios NewNowNext del 2011. El 13 de abril de 2011, ella interpretó la canción junto con " Dancing on My Own "en Jimmy Kimmel Live!, llevaba una camiseta de color azul pastel y lápiz de labios que hacía juego.

## Lista de canciones
- Descarga digital[7]

1. "Call Your Girlfriend" – 3:47
2. "Call Your Girlfriend" (Sultan & Ned Shepard Remix Dub) – 5:36
3. "Call Your Girlfriend" (Feed Me Remix) – 4:55

- Alemania – Sencillo en CD[8]

1. "Call Your Girlfriend" (Radio Edit) – 3:31
2. "Call Your Girlfriend" (Kaskade Remix) – 5:38

- Reino Unido – EP digital[9]

1. "Call Your Girlfriend" – 3:47
2. "Call Your Girlfriend" (Feed Me Remix) – 4:55
3. "Call Your Girlfriend" (Kaskade Remix) – 5:38
4. "Call Your Girlfriend" (Sultan & Ned Remix) – 5:36
5. "Call Your Girlfriend" (Azari & III Remix) – 4:41

- Estados Unidos – EP de remixes digitales[10]

1. "Call Your Girlfriend" (Feed Me Remix) – 4:55
2. "Call Your Girlfriend" (Kaskade Remix) – 5:38
3. "Call Your Girlfriend" (Sultan & Ned Remix) – 5:37
4. "Call Your Girlfriend" (Sultan & Ned Remix Dub) – 5:37

- Australia – Remixes[11]

1. "Call Your Girlfriend" (Edit) – 3:30
2. "Call Your Girlfriend" (Kaskade Remix) – 5:38
3. "Call Your Girlfriend" (Kaskade Edit) – 3:36
4. "Call Your Girlfriend" (Feed Me Remix) – 4:55
5. "Call Your Girlfriend" (Azari & III Remix) – 4:41
6. "Call Your Girlfriend" (Sultan & Ned Remix) – 5:36
7. "Call Your Girlfriend" (Sultan & Ned Remix Dub) – 5:37
8. "Call Your Girlfriend" (Sultan & Ned Remix Edit) – 3:53

## Créditos
- Robyn - letra y música.
- Alexander Kronlund - música
- Klas Åhlund - música, las letras, la producción, los instrumentos y programas.
- Billboard - coproducción, los instrumentos y programas.
- Niklas Flyckt - mezcla

## Posicionamiento
| Lista (2011)                                | Mejor posición |
| ------------------------------------------- | -------------- |
| Bélgica (Flandes) (Ultratip Bubbling Under) | 8              |
| Dinamarca (Airplay danés)                   | 18             |
| Estados Unidos (Hot Dance Club Songs)       | 1              |
| Nueva Zelanda (Recorded Music NZ)           | 17             |
| Reino Unido (The Official Charts Company)   | 55             |
| Suecia (Sverigetopplistan)                  | 43             |

| Anterior: «Judas» de Lady Gaga | Hot Dance Club Songs — Sencillo Nro 1 2 de julio de 2011 — 9 de julio de 2011 | Siguiente: «Run the World (Girls)» de Beyoncé |

## Historial de lanzamientos
| País        | Fecha de lanzamiento | Formato(s)       | Discográfica               |
| ----------- | -------------------- | ---------------- | -------------------------- |
| Finlandia   | 1 de abril de 2011   | Descarga digital | Konichiwa Records          |
| Noruega     | 4 de abril de 2011   | Descarga digital | Konichiwa Records          |
| Suecia      | 4 de abril de 2011   | Descarga digital | Konichiwa Records          |
| EE. UU.     | 10 de mayo de 2011   | Digital remix EP | Interscope Records         |
| Reino Unido | 17 de junio de 2011  | EP Digital       | Island Records             |
| Alemania    | 15 de julio de 2011  | Sencillo en CD   | Warner Music International |